# 溫特塞湖

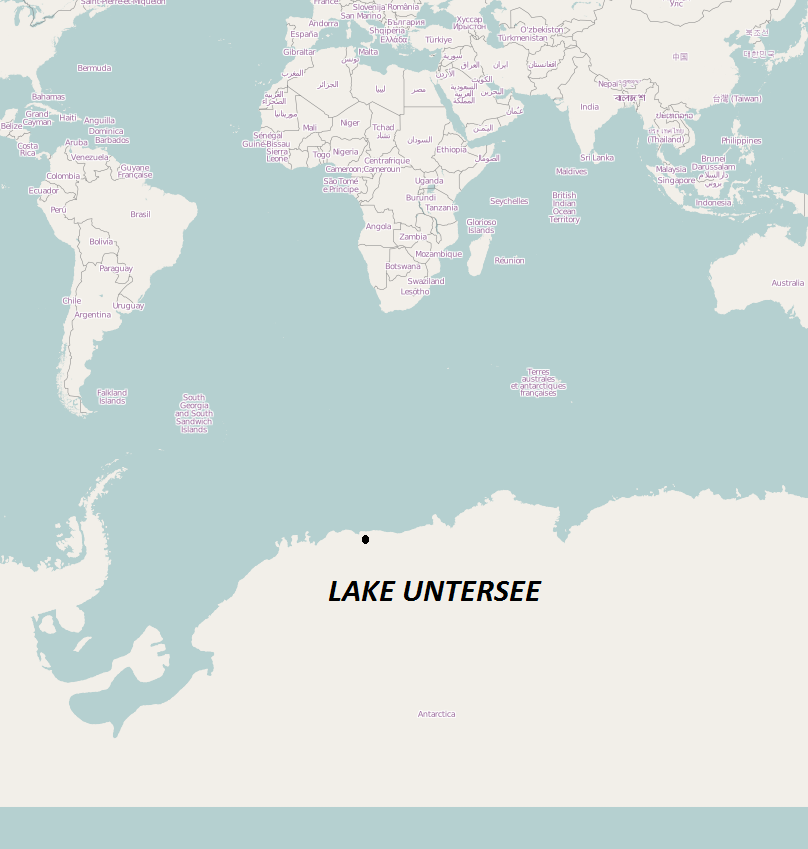
地图显示溫特塞湖的大致位置

溫特塞湖是南極洲的湖泊，位於毛德皇后地的格魯伯山脈，處於施爾馬赫綠洲西南面90公里，長6.5公里、寬2.5公里，面積11.4平方公里，海拔高度563米，最大水深169米。该湖永久性的被冰覆盖，和部分地被冰川冰封。
溫特塞湖是一个不寻常的湖泊，pH在9.8和12.1之间，在150％过饱和时溶解氧气，同时水体中的初级生产非常低。尽管大多数湖泊氧气过饱和，但在湖的南端有一个小的亚盆地是缺氧的，其沉积物的甲烷浓度可能高于任何其他已知的地球上的湖泊。初级生产的大部分是在微生物群落，其生长在湖泊的湖底，作为疊層石。水温在0.5 °C（32.9 °F）和5 °C（41 °F）之间变化，湖上的冰盖厚度为2—6（6.6—19.7英尺）。冰盖可能已经持续了十多万年，一些研究气候变化的科学家担心在未来几十年中与全球变暖有关的重大环境变化。在过去，湖泊的水化学与漂白劑Clorox曾被进行了比较。然而，漂白剂的化学活性是由于Cl−，除了pH高于溫特塞湖的测量值，而溫特塞湖不具有高的氯或亚氯酸盐浓度。

## 研究
在1991-92年之前对湖泊水的物理和化学参数进行的研究表明，溫特塞湖被宣称是良好混合的和不分层的。但是，在1991-92年度夏季进行的研究表明，在湖泊的东南部有一个500-（1,600-英尺） 宽和深达105（344英尺）深的槽内，发现有显著的分层。温度，pH，溶解氧，和电导率都有明显的垂直梯度。在40（130英尺）至80（260英尺）之间的深度记录了温跃层，然后是70—80（230—260英尺）的氧跃层，化学跃层从40（130英尺）延伸至湖底。水位低于80（260英尺），水体缺氧，和闻到硫化氢。硫化氢的存在与硫酸盐浓度降低有关，表明它可能是由减少硫酸盐的细菌引起的。
湖泊上层的盐分含量约为冰川融水的50倍。盐度在80（260英尺）以下增加，同时钠离子浓度和电解电导率增加了一倍以上。湖泊在深度达40（130英尺）是高度碱性（pH 10.4）; 在该深度以下，pH下降，并在最大深度之处达到6.1的微酸性值。根据NASA科学家的说法，湖底沉积物中甲烷的比例是世界上任何湖泊记录的最高值。

## 外部連結
- QuickTime video of 2008 expedition to Lake Untersee
- Diving an Antarctic Time Capsule Filled With Primordial Life （页面存档备份，存于）
- 270° image of Lake Untersee with the 2008 Tawani expedition camp （页面存档备份，存于）